# Shi Jiuyong
Shi Jiuyong (Chinees: 史久镛) (Ningbo, 9 oktober 1926 – Peking, 18 januari 2022) was een Chinees jurist. Hij was van 1993 tot 2010 rechter bij het Internationaal Gerechtshof, en hiervan president van 6 februari 2003 tot 5 februari 2006.

## Biografie
Shi werd geboren in de havenstad Ningbo in de provincie Zhejiang. Kort na zijn geboorte, in 1927, besloot zijn vader dat het gezin naar Shanghai moest verhuizen. Zijn vader was handelaar in kleurstoffen en Shi groeide op in relatieve welstand. Hij voltooide zijn middelbare onderwijs aan het Lester Instituut, dat door Engelsen werd bestuurd, en studeerde vervolgens rechten aan de Anglicaanse St. John's Universiteit in Shanghai en aan de Columbia-universiteit in New York. Van 1956 tot 1958 was hij docent in diverse instituten in de regio Peking.
In 1984 werd hij hoogleraar in het internationaal recht aan de Chinese Universiteit voor Buitenlandse Zaken te Peking. Sinds de tachtiger jaren treedt hij regelmatig op als afgevaardigde van de Volksrepubliek China bij het vaststellen van internationale verdragen, waaronder de Brits-Chinese onderhandelingen over de status van Hongkong. Hij was lid en voorzitter van de Commissie voor Internationaal Recht van de Verenigde Naties. Tevens doceerde hij het internationale recht in China en aan Engelstalige instituten, en hij schreef verschillende werken over internationaal recht.
Vanaf 1993 was hij rechter bij het Internationale Gerechtshof in Den Haag. Van 2000 tot 2003 was hij vicepresident van het Hof en aansluitend tot 2006 president. In 2010 trad hij af en werd hij opgevolgd door Xue Hanqin.
Shi overleed op 96-jarige leeftijd.
- Gemeinsame Normdatei: 1158638078
- International Standard Name Identifier: 0000 0003 9055 9053
- Nederlandse Thesaurus van Auteursnamen: 320733017
- Virtual International Authority File: 284209932
- WorldCat: E39PBJpV6V6PW4vW99xtvXMByd